# ديفيد غريفز
ديفيد غريفز هو سياسي أمريكي، ولد في 17 مايو 1947. نشط حزبياً في الحزب الجمهوري. وقد انتخب عضو مجلس نواب جورجيا ‏.